# Quentin
Pour les articles homonymes, voir Quentin (homonymie).
Pour les articles ayant des titres homophones, voir Cantin et Quantin.
Quentin est un prénom masculin français et anglais d'origine latine.

## Sens et origine du nom
« Quentin » est issu du latin Quintinus, diminutif de Quintus, qui signifie « le cinquième », et qui était parfois, à l'origine, attribué au cinquième né d'une fratrie. 
Il doit son succès à saint Quentin, martyr en Vermandois.

## Variantes françaises
Il existe plusieurs variantes masculines et féminines du prénom, issues des dérivés latins du mot quintus. Ces prénoms sont cependant peu utilisés en français.

### Variantes masculines
- Quentien (du latin Quintianus)
- Quinctile (du latin Quinctilius)
- Quint (du latin Quintus)
- Quintien (du latin Quintianus, ou Quinctianus)
- Quintilien (du latin Quintilianus)
- Quintille (du latin Quintillus)
- Quintinien (du latin Quintinianus)

### Variantes féminines
- Quentienne (du latin Quintiana)
- Quentine (du latin Quintina)
- Quintienne (du latin Quintiana)

## Variantes linguistiques
- allemand : Quintin ;
- anglais : Quentin, Quintin, Quinten, Quinton ; diminutifs : Q, Quent, Quenty, Quin, Quinn, Quint, Quinty ;
- arabe : خميّس (Khmayes) ;
- basque : Kindin ;
- breton : Kentin ;
- catalan : Quintí ;
- chinois cantonais : 昆廷 (Kwan-ting) ;
- chinois mandarin : 康坦 (Kāngtǎn), 昆廷 (Kūntíng) ;
- coréen : 퀜틴 (Kwen-tin) ;
- corse : Quintinu ;
- espagnol : Quintín ;
- flamand : Kwinten, Quinten ;
- grec : Κοϊντίνος (Koïntínos) ;
- gaélique écossais : Caointean  ;
- italien : Quintino ;
- japonais : カンタン (Kantan), クエンティン (Kuentin) ;
- lituanien : Kventinas ;
- néerlandais : Quintijn, Quentijn, Kwinten ;
- picard : Kintin, Quintin ;
- polonais : Kwintyn ;
- portugais : Quintino ;
- russe : Квинтин (Kvintin) ;
- serbo-croate : Kvintin ;
- slovaque : Quintin ;
- suédois : Qvintin, Qvintinus.

## Popularité du nom
Historiquement, ce prénom a été très peu donné. Cependant, il a connu un regain de popularité à partir de la fin du XXe siècle. Ainsi est-il devenu à la mode en France dès le milieu des années 1970.
116 289 personnes ont été prénommées Quentin entre 1900 et 2010 ;
115 639 Quentin vivaient en 2010, avec une moyenne d'âge de 11,4 ans à cette date. 
Cela fait de Quentin le 154e prénom le plus porté en France ; il a atteint son seuil de popularité dans les années 1990. C'est en 1997 qu'il a été le plus donné, c'est-à-dire, à environ 7 500 nouveau-nés.

## Personnalités portant ce prénom
- Pour l'ensemble des articles sur les personnes portant ce prénom, consulter :
  - la liste des articles dont le titre commence par ce prénom
  - les listes produites par Wikidata : Liste des personnes de prénom « Quentin » — même liste en incluant les éventuels prénoms composés qui contiennent « Quentin ».

### Arts
- Quentin Blake (1932-), illustrateur et écrivain anglais
- Quentin de La Tour (1704-1788), peintre français
- Quentin Crisp (1908-1999), peintre anglais
- Quentin Tarantino (1963-), cinéaste américain
- Quentin Leo Cook (1963-), disc-jockey anglais
- Quentin Dupieux (1974-), disc-jockey et cinéaste français
- Quentin Dujardin (1977-), guitariste belge
- Quentin Jones (1983-), artiste multimédia britannique
- Quentin Mosimann (1988-), disc-jockey suisse
- Quentin Mouron, (1989-), écrivain canado-suisse

### Sport
- Quentin Le Nabour (1988-), skipper français
- Quentin Lafargue (1990-), coureur cycliste français
- Quentin Bertholet (1987-), coureur cycliste belge
- Quentin Richardson (1980-), basketteur américain
- Quentin Caleyron (1988-), coureur cycliste français
- Quentin Fillon Maillet (1992-), biathlète français

### Autres
- Quentin Roosevelt (1897-1918), officier aviateur.